# 湯淺楓
湯淺楓（日语：／ Yuasa Kaede，1月16日—）是日本的女性聲優，德島縣出身。Across Entertainment所屬。

## 人物
興趣、特技是低音提琴、映像製作、一人寶塚、寶塚鑑賞、偶像、收集美少女的寫真集。
喜歡的偶像是AKB48與SKE48。喜歡原SKE48成員的秦佐和子，兩人在《魔法少女大戰 ZANBATSU》共同演出之後開始有所交流。
學生時代就讀映像系的學校。成為聲優之前曾在動畫製作公司從事攝影工作。
2021年4月1日在個人Twitter宣布與演員青柳尊哉結婚。

## 演出作品
※粗體字為主要角色。

### 電視動畫
2014年
- 魔法少女大戰（女高中生A）
- 我，要成為雙馬尾。（明日香、女學生）
- 女神異聞錄4 the Golden ANIMATION（女子中學生、女學生A）

2015年
- 寶石寵物 魔法變身（愛里的女兒）
- 雙槍激鬥（岩漿）
- FAIRY TAIL（女子）
- 魔鬼戀人 MORE,BLOOD（梓（少年期））
- 見習神仙 秘密的心靈（長谷川凱特[5] ）
- 一拳超人（女孩子、小孩、少年、記者、英雄協會Z分部審查委員）

2016年
- 見習神仙 秘密的心靈（夏姆、長谷川凱特、仁科佳美、八幡實）
- 魔法護士小麥R（女學生、女性SP、女性SP2）
- 迷家（優奈、女子A、凜音的母親）
- 魔奇少年 辛巴達的冒險（子供B）
- Schwarzesmarken（操作員B、莉莉·洛維特）
- B-PROJECT〜鼓動＊Ambitious〜（看護師、歌迷）
- DAYS（小百合的友人）

2017年
- 鎖鏈戰記 ～赫克瑟塔斯之光～（特蕾莎）
- 怪獸娘～奧特怪獸擬人化計劃～（贊德利亞斯）
- 昭和元祿落語心中－助六再現篇－（園兒）
- ACCA13區監察課（播報）
- 雛邏輯～來自幸運邏輯～（桐谷華戀）
- 狂賭之淵（女學生、A子、幼年豆生田）
- Re:CREATORS（女中學生）
- 地獄少女 宵伽（風間理史）
- 徒然喜歡你（吉永倫子）
- Princess Principal（教師）
- 奇諾之旅 -the Beautiful World- the Animated Series（女性從業員、女服務生）

2018年
- 見習神仙 秘密的心靈（美希）
- 怪獸娘～奧特怪獸擬人化計劃～ 第2期（贊德利亞斯、瑪扎桑德利阿斯）
- 卡片戰鬥!!先導者G Z（小孩）
- 沒有心跳的少女 BEATLESS（鯛魚燒店hIE、女子D、綾部歐莉莎、小孩hIE、男孩子hIE、瑪洛莉）
- SSSS.GRIDMAN（問川）
- RELEASE THE SPYCE（新垣步、店員2）

2019年
- 環戰公主（MR報導員、主播）
- 家有女友（理惠）
- RobiHachi（巫女）
- 觸地騎士（理久的哥哥）
- GIVEN 被贈與的未來（前女友）
- 偶像活動 on Parade！（工作人員）

2020年
- 奇幻☆怪盜？（奈奈）
- 異種族風俗娘評鑑指南（甘丘[6]／丘美）
- 寶石商人理察的謎鑑定（置田亞由美）
- 繼怪怪守護神（貘樂）
- 恋与制作人（情侶女）
- 成年人不懂如何戀愛！（須藤美緒[7]）
- 大貴族（女學生、學生）

2021年
- 龍先生、想要買個家。（大史萊姆B）
- 奇巧計程車（粉絲）
- 聖女魔力無所不能（女子）
- 鬼滅之刃 遊郭篇（吉原遊女）

2022年
- Futsal Boys!!!!!（客）
- Extreme Hearts（本田千尋[8]）
- 龍族拼圖（賣土豆的少女）

2023年
- 轉生貴族的異世界冒險錄～不知自重的眾神使徒～（小弟B、女僕B、考官B、哈克、學生B）
- 偶像大師 灰姑娘女孩 U149（記者）
- 藍色管弦樂（高校生）
- 我的幸福婚約（薄仁新〈幼年〉）
- 靠著魔法藥水在異世界活下去！（亞莉亞）

2024年
- 蠟筆小新（派對客人E）
- 小酒館Basue（粉色獨角獸、女孩子）
- 聽說你們要結婚！？

2025年
- 我的幸福婚約 第2期（薄仁新〈幼年〉）
- 金牌得主（黑澤美豹）
- 戀上換裝娃娃 Season 2（大塚加戀）

### 劇場版動畫
2016年
- POP IN Q[9]

### 網路動畫
2015年
- NINJA SLAYER忍者殺手 from ANIMATION（舞子、花魁A[10]）

### 遊戲
2014年
- 幻獸姬（拉貴爾、天蛾人、魯薩爾卡、庫·西、埃列什基伽勒、格剌希亞拉波斯）
- 魔法少女大戰 ZANBATSU（Magical Virtue〈白鷺沙羅〉[11]）
- 流線系星際戰軌 2nd Season（出雲[12]）

2015年
- 偶像戰記（MIU[13]）
- 企業☆女孩（姬爾米亞·希亞[14]）
- 來組樂團吧！（雪穗[15]）

2016年
- 黃金暴走卡車★公主（睦美[16]）
- 放學後少女聚落（紫由香里[17]）
- 企業☆女孩（芙蕾德莉卡·芙蕾）

2020年
- 寶可夢大師（白露）

2024年
- 怪物彈珠（古蘭奇紐兒）
- 無期迷途（L.L.）

### 特攝
- 超人力霸王R / B（Darling）
- 超人力霸王Trigger（幼體贊德利亞斯克達米亞）

## 外部連結
- 事務所官方簡歷（日語）
- 個人BLOG （页面存档备份，存于）（日語）
- 湯淺楓的X（前Twitter）（日語）